# تابع تتای رامانوجان
در ریاضیات، به خصوص نظریهٔ عدد Q تابع تتای رامانوجان شکل ژاکوبی توابع تتا را تولید می‌کند، در عین حال خواص کلی آن‌ها را هم بدست می‌آورد. به خصوص در ضرب سه‌گانهٔ ژاکوبی که توابع ساده به فرم تتای رامانوجان را استفاده می‌کند. نام تابع برگرفته از استعداد هندی، سرینیواسا رامانوجان است.

## تعریف
تابع به صورت زیر تعریف می‌شود:
{\displaystyle f(a,b)=\sum _{n=-\infty }^{\infty }a^{n(n+1)/2}\;b^{n(n-1)/2}}
وقتی |ab| < ۱. ضرب سه‌گانهٔ ژاکوبی همانی از شکل زیر استفاده می‌کند:
{\displaystyle f(a,b)=(-a;ab)_{\infty }\;(-b;ab)_{\infty }\;(ab;ab)_{\infty }.}
اینجا عبارت {\displaystyle (a;q)_{n}} نمایندهٔ فاکتوریل Qجابه جا شده است:
{\displaystyle (a;q)_{n}=\prod _{k=0}^{n-1}(1-aq^{k})=(1-a)(1-aq)(1-aq^{2})\cdots (1-aq^{n-1})}
نتیجه می‌شود:
{\displaystyle f(q,q)=\sum _{n=-\infty }^{\infty }q^{n^{2}}={(-q;q^{2})_{\infty }^{2}(q^{2};q^{2})_{\infty }}}
و:
{\displaystyle f(q,q^{3})=\sum _{n=0}^{\infty }q^{n(n+1)/2}={(q^{2};q^{2})_{\infty }}{(-q;q)_{\infty }}}
و:
{\displaystyle f(-q,-q^{2})=\sum _{n=-\infty }^{\infty }(-1)^{n}q^{n(3n-1)/2}=(q;q)_{\infty }}
که آخری تابع اویلر است، که در رابطهٔ مستقیم با تابع اتای ددکیند است. تابع تتای ژاکوبی بر حسب تابع تتای رامانوجان:
{\displaystyle \vartheta (w,q)=f(qw^{2},qw^{-2})}

## کاربرد در نظریهٔ ریسمان‌ها
از تابع تتای رامانوجان برای تعیین مایش (دیمانسیون) انتقالی در نظریهٔ رشتهٔ بوسونیک، نظریهٔ ابر ریسمان و نظریهٔ ام کاربرد دارد.